# Didemnum fragile
Didemnum fragile är en sjöpungsart som beskrevs av Sluiter 1909. Didemnum fragile ingår i släktet Didemnum och familjen Didemnidae. Inga underarter finns listade i Catalogue of Life.